# Чиаурели, Михаил Эдишерович
Михаи́л Эдишерович Чиауре́ли (груз. მიხეილ ჭიაურელი; 25 января [6 февраля] 1894, Тифлис, Российская империя — 31 октября 1974, Тбилиси, СССР) — советский, грузинский киноактёр, режиссёр театра, кино, мультипликации, художник-мультипликатор, сценарист, скульптор, педагог; народный артист СССР (1948). Лауреат пяти Сталинских премий (1941, 1943, 1946, 1947, 1950).

## Биография
Родился 25 января (6 февраля) 1894 года в Тифлисе (ныне Тбилиси, Грузия).
В 1909 году окончил Тифлисское ремесленное училище. В 1912 году окончил Тифлисскую школу живописи и скульптуры (ныне Тбилисская академия художеств), ученик Якова Николадзе. С 1915 года работал в театрах Тифлиса, Кутаиси и Батуми актёром, режиссёром и художником.
В 1917 году под руководством историка Эквтиме Такаишвили, вместе с поэтом-футуристом Ильёй Зданевичем, художниками Ладо Гудиашвили и Димитрием Шеварднадзе был в экспедиции по южным районам Грузии (территория Турции). Археологически обследовал церкви Ишхан, Ошки и Хахули.
В 1921 году участвовал в организации Театра революционной сатиры при Грузинском отделении РОСТА.
С 1922 по 1924 годы жил в Германии, где занимался в скульптурных мастерских, после чего с 1924 по 1926 годы работал как скульптор в Тифлисе (автор первой скульптуры В. Ленина в Грузии).
С 1926 по 1928 год — актёр и режиссёр «Рабочего театра», «Красного театра» при Пролеткульте. С 1926 по 1941 год — режиссёр и художественный руководитель организованного им в 1934 году совместно с Давидом Дзнеладзе Грузинского театра музыкальной комедии им. В. Абашидзе на базе передвижного музыкально-драматического театра «Кооптеатр», существовавшего с 1926 года.

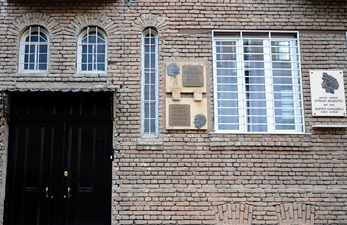
Дом-музей Верико Анджапаридзе и Михаила Чиаурели

С 1928 года — режиссёр треста АО «Госкинопром Грузии» (с 1938 — Тбилисская киностудия, ныне — «Грузия-фильм»), с 1940 года — художественный руководитель этой студии.
В 1946—1955 годах — режиссёр киностудии «Мосфильм», в 1955—1957 годах — Свердловской киностудии.
Преподавал в киноактёрской школе при Тбилисской киностудии, в 1950—1960 годах — педагог ВГИКа (Москва) (с 1951 — профессор).
Член ВКП(б) с 1940 года. Депутат Верховного Совета СССР 1—3 созывов (1937—1954).

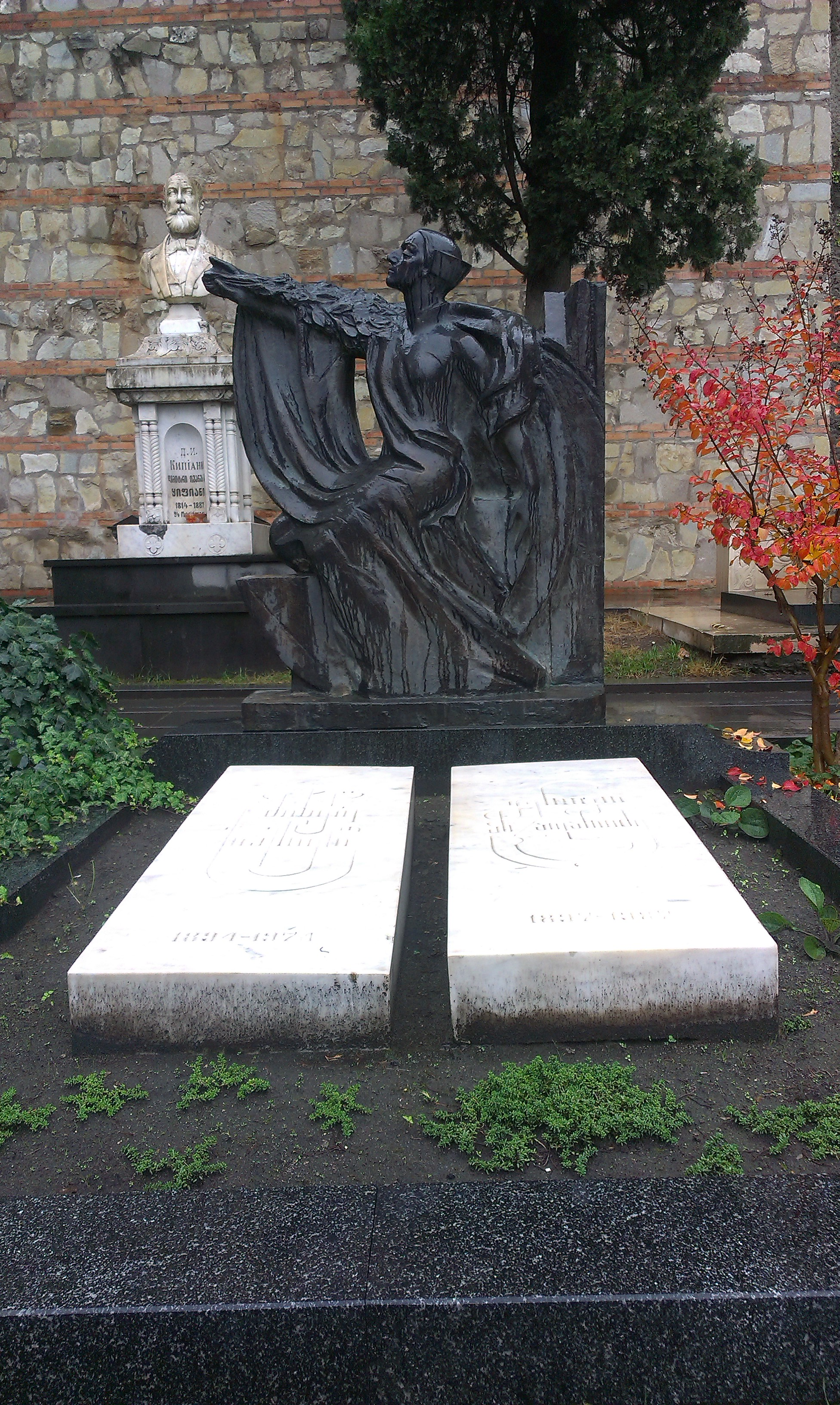
Могила супругов Чиаурели и Анджапаридзе в Пантеоне Мтацминда

Умер 31 октября 1974 года на 81-м году жизни в Тбилиси. Похоронен в Пантеоне деятелей грузинской культуры на горе Мтацминда.
В доме в Тбилиси (ул. Верико Анджапаридзе, 16), где жил и работал Михаил Чиаурели, открыт музей.

### Семья
Жена — Верико Анджапаридзе (1897—1987), актриса театра и кино, театральный режиссёр, педагог. Герой Социалистического Труда (1979), народная артистка СССР (1950).
Дочь — Софико Чиаурели (1937—2008), актриса театра и кино, народная артистка Грузинской ССР (1976) и Армянской ССР (1979).
Сын — Отар Чиаурели (1915—1964).
Сын — Рамаз Чиаурели (дед теле-радиоведущего, актёра и шоумена — Рамаза Чиаурели).
Племянник жены — Георгий Николаевич Данелия (1930—2019), кинорежиссёр, народный артист СССР (1989).

## Награды и звания
- Заслуженный деятель искусств Грузинской ССР (1941)[5]
- Народный артист Грузинской ССР (1943)[6]
- Народный артист СССР (1948)
- Сталинская премия первой степени (1941) — за фильмы «Арсен» (1937) и «Великое зарево» (1938)
- Сталинская премия первой степени (1943) — за 1-ю серию фильма «Георгий Саакадзе»[7]
- Сталинская премия первой степени (1946) — за 2-ю серию фильма «Георгий Саакадзе»
- Сталинская премия первой степени (1947) — за фильм «Клятва» (1946)
- Сталинская премия первой степени (1950) — за фильм «Падение Берлина» (1949)
- Два ордена Ленина (1935, 1950)
- Орден Трудового Красного Знамени (1939)
- Орден Красной Звезды (1944)
- Медаль «За доблестный труд в Великой Отечественной войне 1941—1945 гг.»
- Гранд-офицер ордена Белого льва (ЧССР, 1950)
- МКФ в Венеции (Золотая медаль, Специальное упоминание международного жюри критиков, фильм «Клятва», 1946)
- МКФ в Карловых Варах (Большая премия «Хрустальный глобус», фильм «Падение Берлина», 1950)
- МКФ в Карловых Варах (Большая премия «Хрустальный глобус», фильм «Незабываемый 1919-й», 1952)

## Фильмография

### Актёрские работы
- 1921 — Арсен Джорджиашвили — Арсен Джорджиашвили
- 1922 — Сурамская крепость — Осман
- 1924 — Пропавшие сокровища
- 1925 — Ценою тысяч — Гарун
- 1925 — Кошмары прошлого — Гаруни
- 1926 — Натэлла (Кузнец Микава) — Джондо
- 1926 — Ханума — Дито

### Режиссёр фильмов

#### Художественные
- 1928 — Первый корнет Стрешнев (совместно с Е. Дзиганом)
- 1929 — В последний час (короткометражный)
- 1929 — Саба
- 1931 — Хабарда!
- 1934 — Последний маскарад
- 1937 — Арсен
- 1938 — Великое зарево
- 1943 — Георгий Саакадзе
- 1946 — Клятва
- 1949 — Падение Берлина
- 1952 — Незабываемый 1919 год
- 1957 — Отарова вдова
- 1960 — Повесть об одной девушке
- 1962 — Генерал и маргаритки
- 1965 — Иные нынче времена

#### Документальные
- 1926 — Баку
- 1953 — Великое прощание (совместно с С. А. Герасимовым, И. П. Копалиным, Е. И. Свиловой, Г. В. Александровым, И. Ф. Сеткиной)
- 1956 — Подвиг народа

#### Анимационные
- 1967 — Певец Зари
- 1969 — Сико и Сако
- 1969 — Как мыши кота хоронили
- 1970 — Петух-хирург
- 1971 — Блоха и муравей (совместно с Г. Сванидзе)
- 1972 — Кувшин масла (Разбитые мечты) (совместно с Г. Сванидзе)
- 1973 — Находчивый заяц (совместно с Г. Сванидзе)
- 1974 — Дом (совместно с О. Андроникашвили)

### Сценарист
- 1930 — Хабарда! (совместно с С. Третьяковым)
- 1934 — Последний маскарад
- 1937 — Арсен (совместно с А. Шаншиашвили)
- 1938 — Великое зарево (совместно с Г. Цагарели)
- 1946 — Клятва (совместно с П. Павленко)
- 1949 — Падение Берлина (совместно с П. Павленко)
- 1952 — Незабываемый 1919 год (совместно с В. Вишневским, А. Филимоновым)
- 1957 — Отарова вдова (совместно с А. Белиашвили, по повести грузинского писателя Ильи Чавчавадзе)
- 1960 — Повесть об одной девушке (совместно с Л. Аграновичем, Р. Эбралидзе)
- 1962 — Генерал и маргаритки (совместно с А. Филимоновым, Н. Шпановым)
- 1965 — Иные нынче времена (совместно с Н. Цулейскири)
- 1967 — Певец Зари (совместно с А. Махарадзе)
- 1969 — Как мыши кота хоронили (совместно с М. Саралидзе)
- 1970 — Петух-хирург (совместно с Г. Сванидзе)
- 1971 — Блоха и муравей (совместно с Г. Сванидзе)
- 1972 — Кувшин масла (Разбитые мечты) (совместно с Г. Сванидзе)
- 1973 — Находчивый заяц (совместно с Г. Сванидзе)